# Sophie Françoise Bapambe Yap Libock
Sophie Françoise Bapambe Yap Libock, née le 23 novembre 1963 à Yaoundé, est une écrivaine camerounaise. 

## Biographie
Sophie Françoise Bapambe Yap Libock, née à Yaoundé est titulaire d'un DEA en langue française de l'université de Yaoundé.

## Œuvres
Sophie Françoise Bapambe Yap Libock publie plusieurs ouvrages, principalement des romans, 
- Le Dévoilement du silence (2010) : Ce roman explore une esthétique de la dissimulation, mêlant des éléments historiques et fictionnels, notamment autour des luttes pour l'indépendance au Cameroun[1].
- Les Couloirs du bonheur (2012) : L'histoire suit Maximilien, un orphelin, et Mayiha, un jeune analphabète, dans leur combat contre la pauvreté. Le roman aborde les thèmes de l'amitié, de l'éducation et de la résilience, avec une intrigue qui se déplace du Cameroun à la France.
- La Sonnette d'alarme (2015) : Ce roman met en scène Likò, un enfant doté d'une mission divine, chargé d'observer et d'améliorer la vie des humains dans un monde où le vice domine. L'œuvre est décrite comme une réflexion sur la moralité et la société.
- La Porteuse de sable (2020) : Publié pendant la période de confinement liée à la pandémie de COVID-19, ce roman propose une méditation sur le bonheur simple et l’amour comme remèdes aux défis de la vie quotidienne[2].

## Le Sang des innocents
En 2020 suite a un massacre en zone anglophone au sein d'une école privée de Kumba une ville du Sud-ouest du Cameroun, Son collectif et elle  publie l'œuvre Sang des innocent avec l'aide de Djaili Amadou Amal parrainée par Pr Marie-Thérèse Abena Ondoa,,,.

### Publications
- Sophie Françoise Bapambe Yap Libock, Le Dévoilement du silence (œuvre littéraire), Éditions L'Harmattan, 1er janvier 2011.
- Sophie Françoise Bapambe Yap Libock, Les Couloirs du bonheur (œuvre littéraire), Éditions L'Harmattan, Janvier 2013 et 1er janvier 2013.
- Sophie Françoise Bapambe Yap Libock, La Sonnette d'alarme (œuvre littéraire), Éditions L'Harmattan, 9 février 2015.
- Sophie Françoise Bapambe Yap Libock, La Porteuse de sable (œuvre littéraire), 2020.